# کاتالوگ ماندلا
کاتالوگ ماندلا (به انگلیسی: The Mandela Catalogue) یک مجموعهٔ اینترنتی آنالوگ ترسناک می‌باشد که توسط یوتیوبر آمریکایی الکس کیستر در سال ۲۰۲۱ به‌وجود آمد.